# Neotheronia apicipennis
Neotheronia apicipennis là một loài tò vò trong họ Ichneumonidae.